# Wilhelm Middendorff

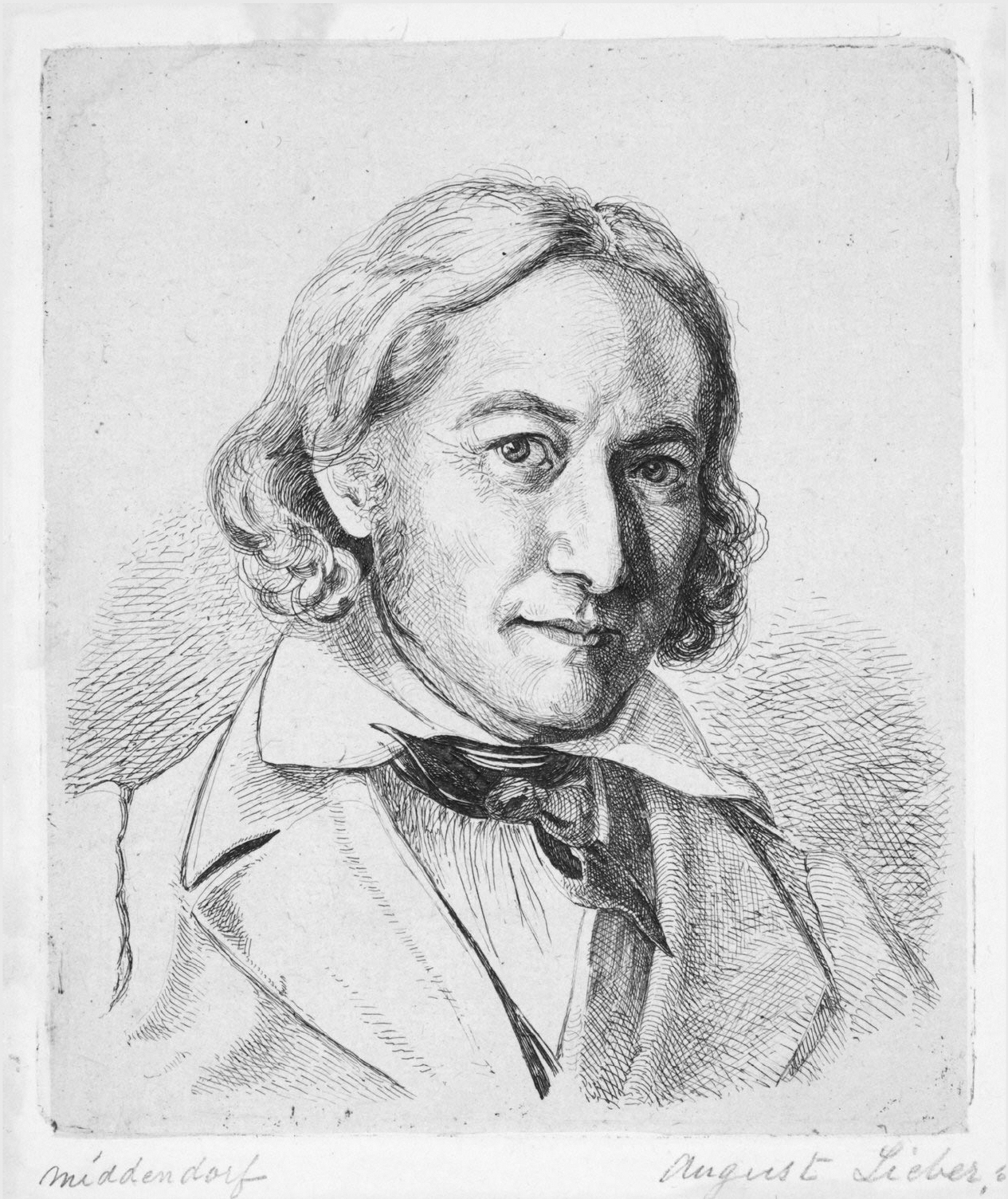
Wilhelm Middendorff (August Lieber, ca. 1847)

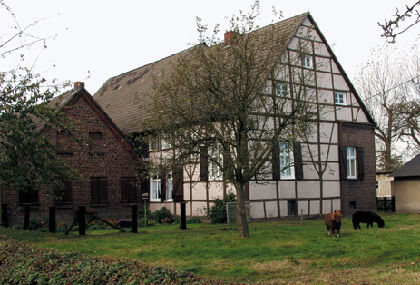
Geburtshaus von Wilhelm Middendorff in Brechten

Johann Wilhelm Middendorff (* 20. September 1793 in Brechten, heute Stadt Dortmund; † 27. November 1853 in Keilhau, heute ein Ortsteil von Rudolstadt in Thüringen) war ein deutscher Pädagoge.

## Kindheit und Jugend
Middendorffs Vater war Besitzer eines Bauernfreigutes in Brechten (Westfalen). Mit 10 Jahren besuchte er das Gymnasium in Dortmund, das er in seinem 18. Lebensjahr mit dem Abitur abschloss.

## Studium und Befreiungskriege
Nach der Zeit in Dortmund besuchte er die Universität Jena und studierte Evangelische Theologie. Später wechselte er nach Berlin, um Fichte, Neander und Schleiermacher zu hören. Er nahm Turnunterricht bei Friedrich Ludwig Jahn und war mit Justinus Kerner und Gustav Schwab befreundet. Durch einen Landsmann wurde er bei dem Kriegsrat Hoffmeister, dem Vater der ersten Frau Fröbels, eingeführt. Im Frühjahr 1813 schloss er sich in Dresden dem Lützowschen Freikorps an. Im Krieg lernte er seine späteren Mitstreiter Friedrich Fröbel und Heinrich Langethal kennen. Er war zusammen mit Langethal einer der treuesten Mitarbeiter, als es daran ging, die Erziehungsideen Fröbels in Keilhau bei Rudolstadt in die Praxis umzusetzen.
Nach einem Jahr wurde er mit der Option auf das eiserne Kreuz und eine Offizierstelle entlassen, wenn er dem Korps beitreten würde.
Nach erfolgloser Wiederbewerbung kehrte er nach Berlin zurück und wurde Hauslehrer.

## Keilhau
1817 trat Middendorff der Lehranstalt Keilhau bei. Im Jahre 1824 gab Middendorff die Broschüre Die Feier des Christfestes in Keilhau heraus. Zwei Jahre später heirateten er und Albertine Fröbel (1801–1880). Sie war die Tochter von Johann Christian Ludwig Fröbel und die Nichte von Friedrich Wilhelm August Fröbel. Aus der Ehe gingen sieben Kinder hervor, wovon vier am Leben blieben. Seine Tochter Alwine Middendorff heiratete in Keilhau 1851 Dr. Wichard Lange. 1831 übernahm Wilhelm Middendorff gemeinsam mit Heinrich Langethal und Johannes Arnold Barop die Leitung der Keilhauer Anstalt.

## Späte Jahre
1835 ging Middendorff mit seiner Schwägerin Elise Fröbel nach Willisau in die Schweiz, um Fröbel bei seiner Erziehungsarbeit zu unterstützen, und kehrte 1839 nach Keilhau zurück. Er gründete mit Fröbel 1840 den ersten deutschen Kindergarten. 1848 verfasste Middendorff die Schrift Die Kindergärten. Bedürfnis der Zeit, Grundlage einigender Volkserziehung. Diese Schrift wurde der Frankfurter Nationalversammlung vorgelegt. Nach Fröbels Tod im Jahre 1852 führte er für einige Zeit die Bildungsanstalt für Kindergärtnerinnen in Keilhau fort. Unterstützung fand er dabei durch Fröbels zweite Frau Luise, geborene Levin.
Am 27. November 1853 starb Wilhelm Middendorff in Keilhau.